# Viktoria Kelsterbach
Viktoria Kelsterbach (offiziell 1. FC Viktoria 07 Kelsterbach e. V.) ist ein Fußballverein aus dem hessischen Kelsterbach im Kreis Groß-Gerau. Der Verein spielte eine Saison in der Hessenliga, der fünfthöchsten Spielklasse.

## Geschichte
Viktoria Kelsterbach wurde am 22. September 1907 gegründet, das erste Spiel bestritt der Verein am 6. Oktober 1912. Im folgenden Jahr entstand der Sportplatz an der Helfmannstraße. In der Saison 1913/14 gelang Viktoria der Gewinn der Bezirksmeisterschaft und damit der Aufstieg in die A-Klasse. 1914 wurde der Spielbetrieb wegen des Ausbruchs des Ersten Weltkriegs eingestellt. Nach der Wiederaufnahme des Spielbetriebs 1918 bekam der Verein von der Gemeinde den neuen Platz Sieben Morgen an der Schwedenschanze zugewiesen.
In der Saison 1923/24 konnte Viktoria mehrere regionale Meisterschaften gewinnen. Ab Ende der 1930er-Jahre unterhielt man neben der Herrenfußballmannschaft und einer A-Jugendmannschaft auch Handballmannschaften für Männer und Frauen, 1931 kam eine Schülermannschaft hinzu. Im Rahmen des 25-jährigen Vereinsjubiläums fand 1932 ein Spiel gegen die zweite Mannschaft von Eintracht Frankfurt statt. Mit dem Ende des Zweiten Weltkriegs wurde der Spielbetrieb erneut unterbrochen, als am 26. März 1945 Kelsterbach von amerikanischen Truppen eingenommen wurde, 1947 nahm die Viktoria den Spielbetrieb wieder auf.
In der nächsten Jahren feierte die A-Jugend einige Erfolge auf regionaler Ebene, während die 1. Mannschaft weitgehend erfolglos blieb, 1956 erfolgte der Aufstieg in die 2. Amateurliga, aus der der Verein aber wieder absteigt. Erst 1966/67 gelang wieder der Aufstieg in die zweithöchste Amateurklasse, die inzwischen Gruppenliga hieß, in der der Verein sich bis 1973/75 hielt.
1995 stieg Kelsterbach in die Landesliga Hessen, damals die fünfthöchste Spielklasse, auf, in der man bis 1999 spielte. 2004 konnte man wieder in die Landesliga zurückkehren, in der sich der Verein nach einem Abstieg und dem darauffolgenden Wiederaufstieg halten konnte.
In der Saison 2015/16 gelang dem Verein erstmals der Aufstieg in die Hessenliga, aus der man in der Folgesaison als Sechzehnter wieder abstieg. 2017 stieg der Verein in die Verbandsliga ab, aus der man sich nach der Saison 2017/18 in die Kreisoberliga zurückzog. Als Tabellenletzter stieg der Verein 2019 in die Kreisliga ab.

## Erfolge
- Aufstieg in die Hessenliga: 2016